# Huichang

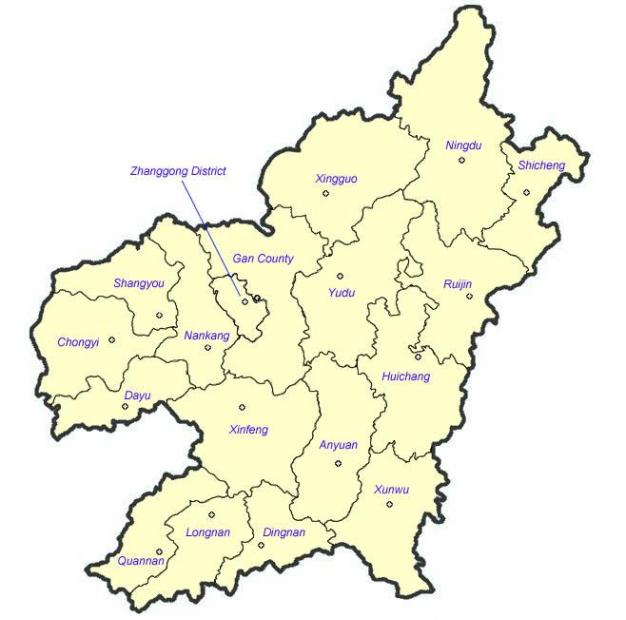
Lage von Huichang im Verwaltungsgebiet von Ganzhou

Der Kreis Huichang (chinesisch 会昌县, Pinyin Huìchāng Xiàn) ist ein Kreis der bezirksfreien Stadt Ganzhou in der Provinz Jiangxi der Volksrepublik China. Er hat eine Fläche von 2.722,18 km² und zählt 445.137 Einwohner (Stand: Zensus 2010).

## Administrative Gliederung
Auf Gemeindeebene setzt sich der Kreis aus sechs Großgemeinden und dreizehn Gemeinden zusammen. 